# Nicola Cabibbo
Nicola Cabibbo (Rome, 10 april 1935 – aldaar, 16 augustus 2010) was een Italiaans natuurkundige. Hij verwierf erkenning voor zijn werk op het gebied van de zwakke kernkracht.

## Biografie
Cabbibo sloot in 1958 zijn studie natuurkunde af aan de universiteit Sapienza Rome. Na zijn studie werkte hij als onderzoeker voor onder het Italiaans Nationaal Instituut voor Nucleaire Fysica (INFN) (1958-1962), voor het Europees laboratorium voor deeltjesfysica (CERN) (1962-1963 en 1964-1966) en voor het Lawrence Berkeley National Laboratory (1963-1964). Van 1965 tot 1966 was hij hoogleraar theoretische natuurkunde aan de universiteit van L'Aquila, van 1966 tot 1982 aan de Sapienza-universiteit, van 1982 tot 2000 aan de universiteit Tor Vergata in Rome en sinds 2000 weer aan die in Sapienza.

## Werk
Cabibbos belangrijkste werk wat betreft de zwakke kernkracht komt voort uit de behoefte om twee waargenomen verschijnselen te verklaren:
1. De overgangen tussen up- en down-quarks, tussen elektronen en elektron-neutrinos en tussen muons en muon-neutrinos hadden soortgelijke amplitudes
2. De overgangen met veranderingen in de vreemdheid ({\displaystyle S}) hadden amplitudes gelijk aan 1/4 van veranderingen zonder verandering in vreemdheid.

Cabibbo loste het eerste probleem op door zwakke universitaliteit te postuleren, wat uitgaat van een gelijkenis in de zwakke interactie die kracht verbindt tussen verschillende generaties deeltjes. Het tweede probleem loste hij op met een gemengde hoek θc – de naar hem vernoemde Cabibbohoek – tussen de down- en strange-quarks.
Vóór de ontdekking van de derde generatie quarks (1973) werd Cabibbos werk uitgebreid door Makoto Kobayashi en Toshihide Maskawa tot de Cabibbo-Kobayashi-Maskawa-matrix (CKM-matrix). In 2008 ontvingen Kobayashi en Maskawa hiervoor de Nobelprijs voor de Natuurkunde. Volgens sommigen werd Cabibbo ten onrechte niet beloond voor zijn aandeel in dit werk.

Meer recentelijk, deed Cabibbo onderzoek naar toepassingen van supercomputers om problemen aan te pakken problemen in de moderne fysica, met de experimenten APE 100 en APE 1000.

## Erkenning
Cabibbo was ook voorzitter van het Italiaans Nationaal Instituut voor Nucleaire Fysica van 1983 tot 1992 en sinds 1993 is hij de voorzitter van de Pauselijke Academie voor de Wetenschappen in Vaticaanstad. In 2002 won Cabibbo de Matteucci Medal en in 2011 de Benjamin Franklin Medal.